# Hasties Swamp National Park
Hasties Swamp National Park är en park i Australien. Den ligger i delstaten Queensland, omkring 1 400 kilometer nordväst om delstatshuvudstaden Brisbane.
Närmaste större samhälle är Atherton, nära Hasties Swamp National Park.
Omgivningarna runt Hasties Swamp National Park är huvudsakligen savann. Runt Hasties Swamp National Park är det mycket glesbefolkat, med 6 invånare per kvadratkilometer. Genomsnittlig årsnederbörd är 2 169 millimeter. Den regnigaste månaden är mars, med i genomsnitt 496 mm nederbörd, och den torraste är oktober, med 36 mm nederbörd.